# غم
غَم (به انگلیسی: Sadness)، نوعی احساس است که در نتیجه ازدست دادن توانایی یا بعد از احساس ضرر ایجاد می‌شود. غم معمولاً با اشک، کم شدن انرژی و انزوا همراه است. وجود احساس غم در افراد یک امر طبیعی است اما افزایش این احساسات همراه با تنش‌ها و عوامل استرس‌آور می‌تواند تبدیل به افسردگی شود، به شکلی که فرد افسرده روزها و هفته‌ها دارای یک احساس غمگینی مستمر و ناخوشایند است که این احساس موجب اختلال در روابط اجتماعی و تحصیلی می‌شود. اَندوه، می‌تواند باعث برهم زدن خلق و خوی و ایجاد افسردگی همچنین بی‌انگیزگی یا ناامیدی شود. از عوامل ایجاد غم می‌توان به مشکلات خانوادگی، از دست دادن دوستان یا اعضاء خانواده، تنهایی، کمبود محبت، سرخوردگی اجتماعی، فقر، شکست در عشق و مواردی مانند این نام برد.

## نگارخانه

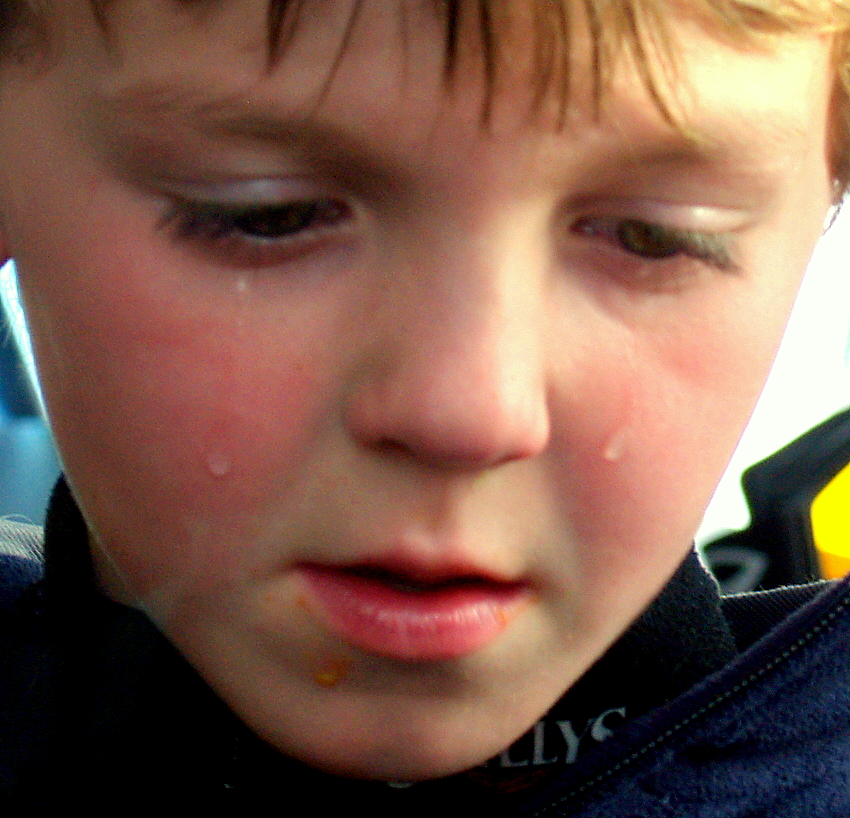
یک کودک در حال گریه